# プール学院短期大学
プール学院短期大学（プールがくいんたんきだいがく、英語: Poole Gakuin College）は、大阪府堺市南区槇塚台4丁5番1号に本部を置いていた日本の私立大学である。1950年に設置され、2021年に廃止された。大学の略称はプール短大、ぷーたん。

## 概観

### 大学全体
- 大阪府堺市南区に所在した日本の私立短期大学で、設置主体は学校法人プール学院[注 1]。
- 国内で最初に認可された短期大学149校[注 2]の1校として、1950年に1学科80名体制で開学した[3]。
- 学名の由来はイギリスから派遣されたウィリアム・アーサー・プール博士によるものであった。1996年のプール学院大学の新設に伴いプール学院大学短期大学部と改称されたが、2018年に4年制大学が学校法人桃山学院に移譲され桃山学院教育大学となったため、短期大学部は再びプール学院短期大学に改称された。
- 秘書科、幼児教育保育学科の2学科体制。学生は女子のみを対象としていた。
- 同じ敷地内にあったプール学院大学は定員割れにより厳しい運営体制が続き[注釈 2]、
- 2018年3月にキリスト教同派の学校法人桃山学院に運営を譲渡した[注 3]。
- 2019年度の入学生を最後に[注釈 3]、2021年に短期大学としての使命を終える[注釈 4]。
- 同窓会組織は、プール学院ミヅバ会（短期大学・大学同窓会）である。

### 建学の精神（校訓・理念・学是）
- プール学院短期大学における建学の精神は「キリスト教による円満な人間形成」となっていた。

### 教育および研究
- プール学院短期大学に設置されている学科の一つにまず秘書科があった。この学科では、設置基準から経営学科に移行はできなかった。かつては全国でもトップクラスの実務教育と評価されていた。「情報処理論」や「情報表現演習」など情報系の科目を主に学ぶ『ビジネス情報コース』、「プレゼンテーション演習」や「マーケティング」などの科目がある『ビジネスコミュニケーションコース』、「ビジネス実務総論」・「簿記会計学」などを学ぶが、名称がかつての「女性秘書」のイメージで現代にマッチしない古臭い名称のため学生集めに苦労をしていた。
- 幼児教育保育学科ではプール学院幼稚園やキリスト教系の幼稚園、保育所・児童福祉施設など実習協力園や施設が多数あるのが特色となっていた。

### 学風および特色
- キリスト教の思想に基づいた教育が行なわれており、毎日のチャペルタイムや、クリスマス礼拝をはじめとした宗教的行事が行なわれていた。

## 沿革
- 1879年
  - 英国聖公会宣教協会により永生女学校が設置される[注 4]。
- 1890年
  - プール女学校に改組。
- 1949年
  - 10月 文部省[注釈 5]に短期大学[注 5]の設置認可に関する申請を行う[注 6]。なお、学科・専攻は以下の通りとなっている[注 7]。
    - 英文学科 入学定員40名
    - 保育学科 入学定員40名
- 1950年
  - 3月14日 左記を以て短期大学の設置が文部省[注釈 5]より認可される[注 8]。
  - 4月1日 左記を以てプール学院短期大学が以下の学科体制にて開学[注 9]。
    - 英文学科→英文科 入学定員40名→80名
    - 保育学科 入学定員40名→不認可[注 10]

  - 4月15日
    - 入学式を執り行う[注 11]。
- 1954年
  - 5月1日 学生数[20]/定員
    - 英文科 50[注釈 6]/160
- 1970年
  - 山崎謹一郎が学長に就任。
- 1978年
  - 5月 植村信久が学長に就任。
- 1982年
  - 生野区勝山から堺市槇塚台にキャンパスを移転。
  - 4月1日 英文科の入学定員を80→160に増員[注 12]。
  - 5月1日 学生数[26]/定員
    - 英文科 366[注釈 6]/240
- 1984年
  - 4月1日 以下の学科を増設する[注 13]。
    - 秘書科 入学定員120名[注 14]
- 1985年
  - 5月1日 学生数[31]/定員
    - 英文科 363[注釈 6]/320
    - 秘書科 271[注釈 6]/240
- 1986年
  - 4月1日 以下の通り入学定員増あり[注 15]。
    - 英文科 160→280[注釈 7]
    - 秘書科 120→210[注釈 7]

  - 5月1日 学生数[38]/定員
    - 英文科 462[注釈 6]/440
    - 秘書科 462[注釈 6]/330
- 1987年
  - 5月1日 学生数[39]/定員
    - 英文科 568[注釈 6]/560
    - 秘書科 568[注釈 6]/420
- 1990年
  - 4月1日 専攻科の設置が認められ、以下の課程を設ける[注 16]。
    - 英文専攻[注 17]入学定員20名
- 1992年
  - 5月1日 学生数[注 18]/定員
    - 英文科 615[注釈 6]/560
    - 秘書科 615[注釈 6]/420
- 1995年
  - 4月1日 以下については、この年度で学生募集を最終とする[注 19]。
    - 英文科[注 20]
    - 専攻科英文専攻[注 21]　

  - 5月1日 学生数[49]/定員
    - 英文科 563[注釈 6]/560
    - 秘書科 563[注釈 6]/420
- 1996年
  - 4月1日 プール学院大学短期大学部と改称[注 22]。
  - 5月1日 学生数[51]/定員
    - 英文科 264[注釈 6]/280
    - 秘書科 264[注釈 6]/420
- 1999年
  - 5月1日 学生数[52]/定員
    - 秘書科 490[注釈 6]/420
- 2000年
  - 4月1日 秘書科の入学定員を210→160に減員[注 23]。
- 2004年
  - 1月 平成16年度大学入試センター試験参加短期大学の1校となる[注 24]。
- 2006年
  - 4月1日 以下の学科を増設する[注 25]。
    - 幼児教育保育学科 入学定員70名[注 26]
- 2011年
  - 4月1日 以下、入学定員に変更あり[注 27]。
    - 秘書科 140→120
    - 幼児教育保育学科 50→70
- 2014年
  - 1月 平成26年度大学入試センター試験参加短期大学の1校となる[65]。
  - 4月1日 秘書科の入学定員を120→100に減員[注 28]。
  - プール学院創立135年を迎える。
- 2015年
  - 1月 平成27年度大学入試センター試験参加短期大学の1校となる[68]。
  - 4月1日 以下、入学定員に変更あり[注 29]。
    - 秘書科 100→80
    - 幼児教育保育学科 70→90
- 2016年
  - 1月 平成28年度大学入試センター試験参加短期大学の1校となる[71]。
- 2018年
  - 4月1日 プール学院大学の桃山学院への移管により、再びプール学院短期大学に改称[注 30]。
- 2019年
  - 4月1日 この年度で短期大学としての学生募集を最終とする[注釈 3]。
  - プール学院創立140周年を迎える。
- 2020年
  - プール学院短期大学開学70周年を迎える。
- 2021年
  - 3月31日 閉学[6][注釈 8]。
  - 9月27日 文部科学大臣から廃止の認可される[注釈 4]。

## 基礎データ

### 所在地
- 大阪府堺市南区槇塚台4-5-1[注釈 1]

### 交通アクセス
- 泉北高速鉄道泉ヶ丘駅1番乗り場から金剛駅前行き、南海高野線金剛駅4番乗り場から泉ヶ丘駅行きで「プール学院前」に下車してすぐであった。

### 象徴
- カレッジマークはキリスト教をイメージした十字架が中央部に描かれていた[注 31]。

### 卒業者数
- 閉学までに各学科に在籍した卒業者の数は次のとおりである。

#### 英文科
- 英文科（沿革のとおり1996年度まで）の卒業者数の累計は7396人である[注釈 9]。

#### 秘書科
- 1984年に開設された秘書科の卒業者数の累計は5699人である[注釈 9]。

#### 幼児教育保育学科
- 2006年に開設された幼児教育保育学科の卒業者数の累計は842人である[注釈 9]。

## 教育および研究

### 組織

#### 学科
- 秘書科 入学定員80名[注釈 10]
  - 「接客・販売」・「金融・簿記」・「情報・メディア」・「医療事務」・「エアライン・観光」・「キャリア・イングリッシュ」（かつては「ビジネス情報」・「ビジネスコミュニケーション」・「ビジネス実務」）の各コース（履修モデル）からなっていた。これらのコースを3つ選択していた。
- 幼児教育保育学科 入学定員90名[注釈 10]

##### 過去にあった学科
- 英文科 入学定員280名[注 32]

#### 設置計画のあった学科
- 神学科[注 33]

#### 専攻科
- 英語専攻 入学定員20名[注 34]
  - 英語系の短大卒業者を対象に、さらに英語や英米文学などを深く学ぶことを希望する人のために設けられた課程で、大学評価・学位授与機構認定されていたため学士の学位を取得することも可能となっていた。

#### 別科
- なし

##### 取得資格について
資格
- 秘書士：秘書科
- 保育士：幼児教育保育学科[注釈 11]

教職課程
- 幼稚園教諭二種免許状が幼児教育保育学科にて設置されていた[注釈 11]。
- 中学校教諭二種免許状（英語）が英文科にて設置されていた[注 35]。

### 研究
- 『プール学院短期大学研究紀要』[88]

## 学生生活

### 部活動・クラブ活動・サークル活動
- バスケットボール・テニス・ダンス・体操・バドミントン・サッカー・軟式野球・スキー・スノーボードなどの体育系クラブや写真・コーラス・音楽・軽音楽・アジアを知る会（ASK) などの文化系クラブが活動していた。

### 学園祭
- 学園祭は、かつては「白雲祭」、その後「不死鳥祭」と呼ばれていた。

## 大学関係者と組織
- 高松美代子（元競輪選手、卒業生）| 注意 | プロジェクト:大学/人物一覧記事についての編集方針（ガイドライン）「記載する人物」により、単独記事のない人物（赤リンクまたはリンクなし）は掲載禁止となっています。記事のある人物のみ追加してください。（2021年12月） |

## キャンパス
- 体育館
- 広場（「アゴラ」と称していた）
- エレノアホール：「いずみチャペル」と称した小教会があった。
- 図書館：所蔵数はおよそ120,000冊となっていた。
- 学生自習室
- キャリアサポートセンター
- ホワイエ
- 情報教育施設
- 学生ラウンジ
- 学生食堂
- 保育実習棟

## 対外関係

### 系列校
- プール学院中学校・高等学校

### 関係校
- プール幼稚園 - 学院の同窓会が設立。学校法人プール学院が運営しているわけではない

## 卒業後の進路について

### 編入学・進学実績
- 英文科：大阪外国語大学・大阪女子大学・法政大学・同志社大学・龍谷大学・甲南女子大学・神戸国際大学・神戸女学院大学・プール学院短期大学専攻科ほか
- 秘書科：大阪府立大学・東京女子大学・立教大学・立命館大学・追手門学院大学・大阪経済大学・関西大学・関西外国語大学・関西福祉科学大学・四天王寺国際仏教大学・帝塚山学院大学・梅花女子大学・桃山学院大学・関西学院大学・神戸松蔭女子学院大学・聖和大学ほか
- 幼児教育保育学科：立教大学ほか